# Einkammersystem

Staaten mit Einkammersystem
Staaten mit Einkammersystem und Beratungsorgan
Staaten mit Zweikammersystem
Staaten ohne separate Legislative
Keine Daten verfügbar

In einem Einkammersystem (auch Unikameralismus) hat das Parlament nur eine Kammer (Einkammerparlament). Somit hat eine Versammlung von Parlamentariern die gesamte (insbesondere gesetzgebende) Staatsgewalt inne. Dadurch können intraparlamentarische Blockaden – d. h., dass eine Kammer die Vorstöße der anderen durch ein Veto oder Ähnliches verhindert – vermieden werden.
Das Gegenstück dazu ist das Zwei- oder das sehr seltene Dreikammersystem.

## Politikwissenschaftliche Einordnung
Das politikwissenschaftliche Kriterium der Parlamentsstruktur ist nach Lijpharts Konsens- und Mehrheitsdemokratietypologie zu zwei idealtypischen Formen definiert: der mehrheitsdemokratische Unikameralismus (Einkammersystem) einerseits und der konsensdemokratische Bikameralismus (Zwei- bzw. Mehrkammersystem) anderseits. Die Parlamentsstruktur gehört zur Analyse-Dimension des Föderalismus bzw. Unitarismus.

## Beispiele
Etwa die Hälfte aller souveränen Staaten besitzen Einkammersysteme, darunter der zweitbevölkerungsreichste Staat, die Volksrepublik China.
Einkammersysteme sind beispielsweise in folgenden Staaten existent:
- Nationalversammlung in Armenien
- Jatiyo Sangshad in Bangladesch
- Narodno Sabranie in Bulgarien
- Nationaler Volkskongress in der Volksrepublik China
- Legislativ-Yuan in der Republik China (Taiwan)
- Sabor in Kroatien
- Asamblea Nacional del Poder Popular in Kuba
- Folketing in Dänemark
- Riigikogu in Estland
- Parlament in Finnland
- Parlament in Griechenland
- Kongress in Guatemala
- Nationalversammlung in Guinea
- Nationalkongress in Honduras
- Althing in Island
- Madschles im Iran
- Repräsentantenrat im Irak
- Knesset in Israel
- Madschlis al-Umma in Kuwait
- Allgemeiner Volkskongress in Libyen
- Saeima in Lettland
- Nationalversammlung im Libanon
- Landtag in Liechtenstein
- Seimas in Litauen
- Nationalversammlung in Mali
- Nationalversammlung in Mauritius
- Großer Staats-Chural in der Mongolei
- Parlament in Montenegro
- Parlament in Neuseeland
- Parlament in Nordmazedonien
- Storting in Norwegen
- Nationalparlament in Osttimor
- Kongress in Peru
- Assembleia da República in Portugal
- Nationalversammlung in Serbien
- Nationalversammlung auf den Seychellen
- Parlament in Singapur
- Parlament in Sri Lanka
- Riksdag in Schweden
- Gukhoe in Südkorea
- Große Nationalversammlung in der Türkei
- Versammlung in Turkmenistan
- Werchowna Rada in der Ukraine
- Ungarisches Parlament in Ungarn
- Nationalversammlung in Venezuela
- Nationalversammlung in Vietnam
- Repräsentantenhaus in der Republik Zypern